# Monoblocco finestra
Il monoblocco finestra è un sistema per la chiusura del foro finestra grezzo su tre o quattro lati. 
Questo sistema sostituisce il controtelaio tradizionale, garantendo un più elevato livello di isolamento termoacustico e l'assenza di ponti termici in corrispondenza dei serramenti. Il monoblocco consente un montaggio rapido e facilitato in cantiere ed una volta installato è pronto per l'applicazione del serramento.
Le prestazioni isolanti di un monoblocco finestra consentono di raggiungere performance in linea con i requisiti delle certificazioni energetiche più stringenti.
Sono attivi diversi produttori di monoblocchi finestra, ma non è stabilito chi abbia realizzato il primo modello.